# Jason Danino-Holt
Jason Danino-Holt (en hebreo: ג'ייסון דנינו-הולט‎; Tel Aviv, 17 de enero de 1987) es un presentador de televisión israelí. Ha presentado programas en  MTV Europe, Nickelodeon y i24news.
Su madre, Chantal Danino, es marroquí francocanadiense, y su padre, Martin Holt, británico.  Estudió arte dramático con Thelma Yellin y no pudo hacer el servicio militar por motivos de salud. 
Dio las votaciones de Israel en el Festival de Eurovisión 2007 y salió del armario en 2008. Actualmente vive en Londres y presenta Switched On.